# تشيليواك (كولومبيا البريطانية)
تشيليواك (بالإنجليزية: Chilliwack)‏ هي مدينة كندية تقع في مقاطعة كولومبيا البريطانية. تبلغ مساحة هذه المدينة 260.1933 (كم²)، ويبلغ عدد سكانها 69217 نسمة حسب إحصاء سنة 2006 م، بينما كان يسكنها 62567 نسمة في سنة 2001 م. تحتل هذه المدينة المرتبة رقم 74 بين مدن كندا حسب عدد السكان والمرتبة رقم 16 في المقاطعة. نما عدد السكان في هذه المدينة بنسبة (10.6) بين العامين المذكورين.

## أعلام
- تايلر كريستوفر
- كيفن هيل
- ريج وايتهاوس
- إنيز جاسبر
- باتريك غالاغر
- أندي تومسون
- ويليام آدامز
- ويليام هارولد هيكس
- ويليام إتش ديفيز

## وصلات خارجية
- الأطلس الحكومي لكندا
- إحصاءات كندا مع ساعة تعداد السكان